# 苏萨娜·迪亚斯
苏萨娜·迪亚斯·帕切科（西班牙語：Susana Díaz Pacheco，西班牙語發音：[suˈsana ˈði.aθ]；1974年10月18日—）是西班牙安達盧西亞自治区塞维利亚出身的女性政治家，安达卢西亚工人社会党总书记。

## 经历
出生于塞维利亚。小时候生活在特里亚纳区。父亲是何塞·迪亚斯是一名水道工人，母亲是家庭主妇。苏萨娜在父母四个孩子中排行老大。
本科就读于塞维利亚大学法学专业，学习期间获得过大学奖学金，也做过家庭教师等兼职。

### 初入政界
1997年，她当选安达卢西亚社会主义青年团（西班牙工人社会党青年团安达卢西亚支部）总书记，因此而中断学业，10年后才取得法学学士学位。1999年当选塞维利亚市政厅议员。2002年结婚，丈夫同是塞维利亚人。
2004年至2008年担任西班牙众议院塞维利亚选区议员，2008年起担任安达卢西亚议会塞维利亚选区议员。2011年至2012年担任西班牙参议院安达卢西亚选区议员。2004年至2010年担任西班牙工人社会党安达卢西亚支部塞维利亚处组织部书记，2010年3月至2012年7月间担任安达卢西亚支部组织部书记。
2012年5月6日，她被选为安达卢西亚自治区政府主席和平等部长官。2012年7月14日至2013年11月30日间担任工人社会党塞维利亚处总书记。

### 安达卢西亚政府主席
2013年9月，她以58票当选安达卢西亚政府主席。同年11月23日，在格拉纳达召开的临时党大会中，她以98.6%的支持率当选安达卢西亚工人社会党总书记。 
2015年安达卢西亚议会选举前，她掀起了反对时任首相马里亚诺·拉霍伊的地方性运动，并扬言如果此次选举未能选出有效主席，工人社会党就不会与人民党或“我们能”结盟。
鉴于联合政权的不稳定状况，以及工人社会党与联合左翼之间的“不信任感”，苏萨娜在2015年1月25日宣布与合作政党联合左翼解除合作协议。次日，她宣布解散自治区议会，提前进行选举。
苏萨娜在5月5日、8日和14日举行的3次自治区主席选举中均以反对票多数而被否决。然而在6月11日的选举中，她获得了公民－公民党的协力，最终赢得选举，再次当选主席。
在西班牙工人社会党第39届全国代表大会前的选举中，佩德羅·桑切斯以50.26%的选票当选总书记，苏萨娜位列第二而未能当选。
在2018年12月提前举行的安达卢西亚议会选举中，尽管苏萨娜·迪亚斯领导的工人社会党赢得多数席位，但他们失去了议会的14个席位，仅剩33个。而名不见经传的极右翼政党Vox却拿下了12个席位。2019年1月16日，胡安·曼努埃尔·莫雷诺在人民党、公民党和Vox的支持下，以59票赞成、50票反对的议会投票结果取代苏萨娜·迪亚斯当选新一届安达卢西亚政府主席。

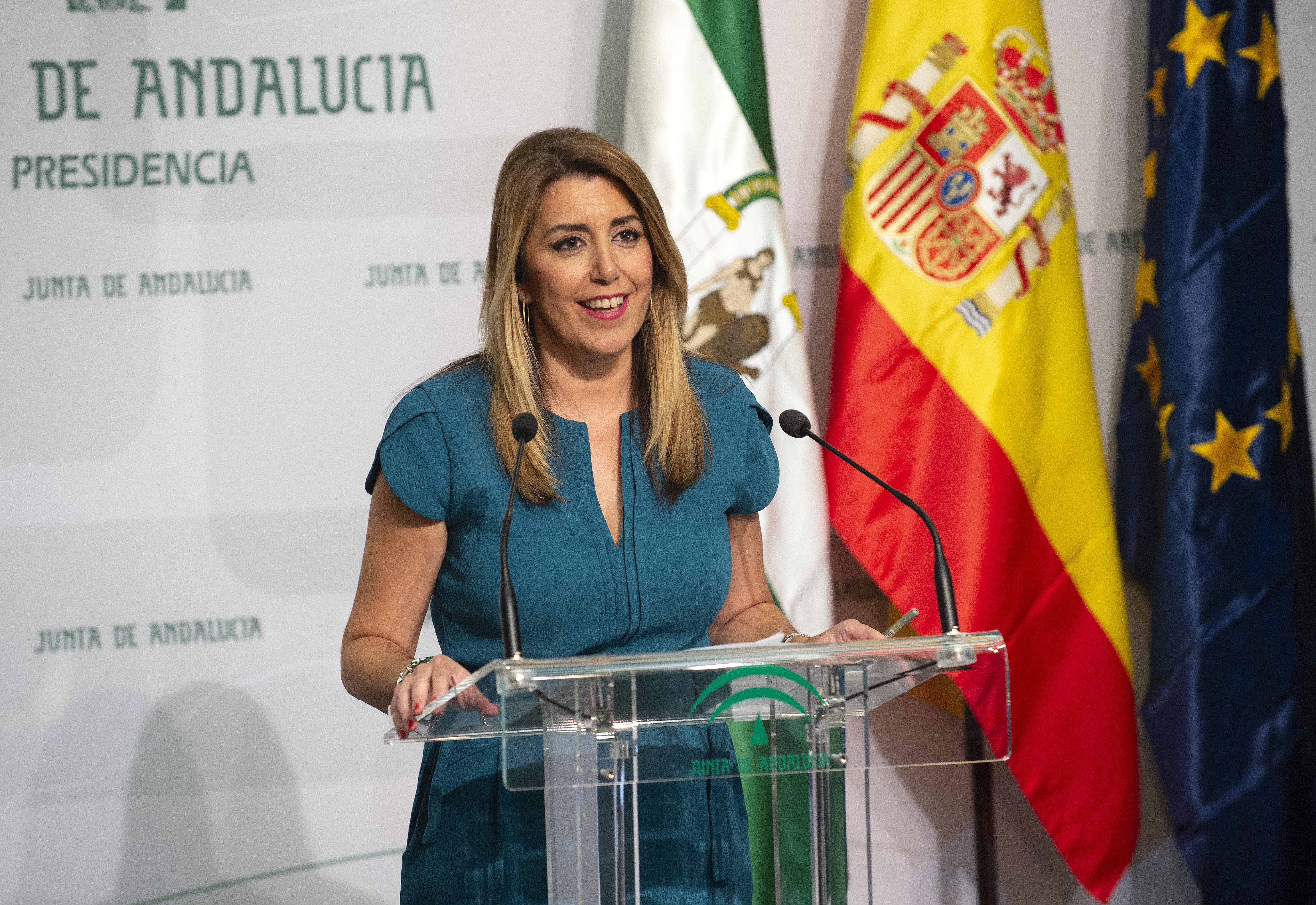
2018年10月8日

## 个人生活
2015年产下一子何塞·马里亚。2019年9月产下女儿。